# Col Bagargui
Le col Bagargui (Bagargi en basque) est situé dans les Pyrénées-Atlantiques, dans la forêt d'Iraty. Il s'élève à 1 330 m. On y accède par Estérençuby (Esterenzubi en basque) à 29,5 km, par la côte de Larrau (sortie du village, prendre la direction d'Iraty) à 8,8 km ou depuis le col de Burdincurutcheta (croix de fer en basque)  (Basse-Navarre) entre Saint-Jean-Pied-de-Port (Donibane Garazi en basque) et les chalets d'Iraty (Soule).

## Patrimoine
La forêt d'Iraty se trouve à cheval sur la frontière franco-espagnole. Longtemps inaccessible, elle a gardé une flore et une faune très riches. Dominée par une futaie de hêtres, elle est parfois considérée en raison de son prolongement en Espagne comme la plus grande hêtraie d'Europe.

## Histoire
Le col de Bagargi a été franchi à trois reprises par le Tour de France en 1986, 1987 et 2003.